# 文化、健康與性
《文化、健康與性》（英語：Culture, Health & Sexuality）是一份經過同行評審的学术期刊，其以刊載跨学科論文為主。它們主要分析文化、健康信念、體系、社會結構、社會分層對於性健康、個人與集體福祉的影響。它是国际性别、文化与社会研究协会（International Association for the Study of Sexuality, Culture and Society）的官方出版物，總編輯為彼得·阿格尔顿（Peter Aggleton）。
這份期刊由苏珊·基帕克斯（Susan Kippax）、普尼玛·马内（Purnima Mane）、理查德·帕克（Richard Parker）、芭芭拉·德·扎尔杜恩多（Barbara de Zalduondo）共同創辦。

## 外部連結
- 官方網站 （页面存档备份，存于）
- 国际性别、文化与社会研究协会的官方網站 （页面存档备份，存于）